# Gaius Gabinius Barbarus Pompeianus
Gaius Gabinius Barbarus Pompeianus (fl. 194-212) était un homme politique de l'Empire romain.

## Biographie
Fils d'un Gabinius, chevalier, et de sa femme Clodia, fille de Marcus Clodius Macrinius Vindex Hermogenianus et de sa femme Laberia Pompeiana, petit-fils de Lucius Gabinius Cosmianus (fl. 198), chevalier, et arrière-petit-fils d'un Lucius Gabinius.
Il fut consul suffect en 194 et proconsul d'Asie de 211 à 212.
Il eut Gabinia, femme de Manius Acilius Glabrio, et un Gabinius, arrière-grand-père de Gabinius Barbarus Pompeianus.